# Floyd Lounsbury
Floyd Glenn Lounsbury (25 de abril de 1914 - 14 de mayo de 1998) fue un epigrafista, antropólogo y  mayista,  estadounidense conocido  por sus trabajos de lingüistíca en una serie de idiomas de América del Norte y mesoamericanos precolombinos, particularmente la lengua maya y la interpretación de sus glifos.

## Datos biográficos
Lounsbury nació en Stevens Point, Wisconsin. Se graduó de la Universidad de Wisconsin en 1941, especializándose en matemáticas. Ahí conoció a Morris Swadesh conferencista sobre temas de lingüística indígena norteamericana. Lounsbury que asistió a los cursos de Swadesh se volvió su ayudante y continuó con sus conferencias cuando este partió para México. Así, profundizó en su conocimiento de la lengua oneida para la que desarrolló un sistema ortográfico. Continuaría con este proyecto durante el desarrollo de su maestría concentrándose en la fonología del idioma.
Durante la Segunda Guerra Mundial trabajó para el ejército estadounidense como meteorólogo. 
Obtuvo su grado de maestría en 1946. Logró una beca de la Fundación Rockefeller para trabajar en la Universidad de Yale sobre el idioma oneida. Más tarde concluyó sus estudios del doctorado en 1949, haciendo su tesis sobre lenguas iroquesas.
Fue padre de la conocida novelista y cineasta estadounidense Ruth Ozeki.

## Aportes científicos
Sus estudios permitieron establecer vínculos históricos entre las lenguas iroquesas. Trabajó junto con otros, en la determinación de nombres asignados a lugares en la cuenca del lago Champlain y desarrolló una versión del mito de la creación de los oneida en Ontario, que después se convertiría en un libro publicado por su alumno Bryan Gick de manera póstuma, que incluyó varios análisis lingüísticos sobre dicha etnia y aspectos de viejas leyendas iroquesas.
Lounsbury fue un colaborador de la teoría fonética de Yuri Knorozov sobre los jeroglifos mayas en el sentido de que estos representaban sílabas más que idiogramas y en ese aspecto contribuyó a la metodología que finalmente condujo al desciframiento de tales glifos mesoamericanos. Fue parte del trío, con Linda Schele y Peter Mathews que en 1973, trabajó para presentar la cronología de doscientos años de la familia del señor de Palenque, durante la Primera Mesa Redonda sobre la Cultura Maya celebrada en tal sitio arqueológico en Chiapas, México.
Lounsbury también desarrolló una correlación entre el calendario largo maya y el calendario juliano que vincula la fecha del 1 de enero del año 4713 a. C. con el principio de la cuenta larga maya en el 13.0.0.0.0 (4 Ahau, 8 Kum'kú). La constante de correlación de Thompson es 584.285, dos días más que la correlación GMT estándar de 584.283.

## Reconocimientos
- Miembro del Centro de Estudios Avanzados en Ciencias del Comportamiento, 1963-64
- Elegido miembro de la Academia Nacional de Ciencias de los Estados Unidos, 1969
- Medalla Wilbur Cross otorgada por la Universidad de Yale, 1971
- Investigador del Dumbarton Oaks, Washington D. C., 1973-74 and 1977-78
- Elegido miembro de la Academia Americana de Arte y Ciencia, 1976
- Nombrado Profesor Sterling (máximo nivel académico de la Universidad de Yale), 1979
- Elegido miembro de la  Sociedad Americana de Filosofía, 1987
- Doctor honoris causa por la Universidad de Pensilvania, 1987

## Obra publicada
(en inglés)
- Phonology of the Oneida Language MA Thesis, University of Wisconsin, 1946
- Stray Number Systems among Certain Indian Tribes American Anthropologist XLVIII, 1948
- Oneida Verb Morphology Yale University Press, 1953
- The Method of Descriptive Morphology in Readings in Linguistics ed. E P Hamp, M Joos, F W Householder and R Austerlitz, University of Chicago Press, 1953
- A Semantic Analysis of Pawnee Kinship Usage Language XXXII, 1956
- Iroquois Place-Names in the Champlain Valley University of the State of New York, Albany, 1960
- Iroquois-Cherokee Linguistic Relations Bureau of American Ethnology Bulletin CLXXX, 1961
- A Formal Account of the Crow- and Omaha- type Kinship Terminologies in Explorations in Cultural Anthropology, ed. W Goodenough, McGraw-Hill, 1964
- Another View of the Trobriand Kinship Categories in Formal Semantic Analysis, ed. E Hammel, American Anthropological Association, 1965
- A Study in Structural Semantics: The Sirionó Kinship System with Harold W. Scheffler. Prentice-Hall, 1971
- On the Derivation and Reading of the "Ben-Ich" Affix in Mesoamerican Writing Systems, 1973
- Pacal in First Palenque Round Table, ed. M G Robertson, Pre-Columbian Art Research, 1974
- A Rationale for the Initial Date of the Temple of the Cross at Palenque in The Art, Iconography and Dynastic History of Palenque, ed. M G Robertson, Pre-Columbian Art Research Institute, 1976
- Parentage Expressions in Classic Maya Inscriptions with L Schele and P Mathews, International Conference on Maya Iconography and Hieroglyphic Writing Guatemala City, 1977
- Maya Numeration, Computation, and Calendrical Astronomy in Dictionary of Scientific Biography XV, ed. C C Gillespie, Scribners, 1978
- A Solution for the Number 1.5.5.0, in The Sky in Mayan Literature, edited by A. Aveni, Oxford U, Press, 1992.
- Some Problems in the Interpretation of the Mythological Portion of the Hieroglyphic Text of the Temple of the Cross at Palenque in Third Palenque Round Table, ed. M G Robertson, 1978
- Astronomical Knowledge and Its Uses at Bonampak, Mexico in Archaeoastronomy in the New World : American Primitive Astronomy, ed. A F Aveni, Cambridge University Press, 1982
- Glyphic Substitutions: Homophonic and Synonymic in Phoneticism in Mayan Hieroglyphic Writing, ed. J S Justeson and L Campbell, Institute for Mesoamerican Studies, State University of New York at Albany, 1984
- The Identities of the Mythological Figures in the Cross Group Inscriptions of Palenque in Fourth Palenque Round Table, ed. M G Robertson and E P Benson, Pre-Columbian Art Research Institute, 1985
- The Ancient Writing of Middle America in The Origins of Writing, ed. W Senner, University of Nebraska Press, 1989
- A Palenque King and the Planet Jupiter in World Archaeastronomy, ed. A F Aveni, Cambridge University Press, 1989
- Recent Work in the Decipherment of Palenque's Hieroglyphic Inscriptions American Anthropologist XCIII, 1991
- "A Solution for the Number 1.5.5.0 of the Mayan Venus Table", and "A Derivation of the Mayan to Julian Correlation from the Dresden Codex, Venus Chronology", chapters in "The Sky in Mayan Literature", edited by Anthony F. Aveni, Oxford University Press, 1992.
- The Oneida Creation Story by Demus Elm and Harvey Antone, Translated and edited by Lounsbury and Bryan Gick, 2000